# Province de Koshi (Népal)
Pour les articles homonymes, voir Koshi.
Pour l'ancienne province du Japon, voir province de Koshi (Japon).
La province de Koshi (en népalais : कोशी प्रदेश) est l'une des sept provinces du Népal.
L'échelon administratif de la province est introduit par la constitution népalaise de 2015, chacune d'entre elles ayant sa propre assemblée et son gouvernement provincial. En octobre 2017, quatre provinces restent avec un nom provisoire faute d'accord par l'assemblée. Elle est temporairement nommée Province no 1 (प्रदेश नं० १).
En mai 2019, le choix de la capitale fut entériné avec la désignation de Biratnagar. Divers noms ont été proposés pour la province, tels que Koshi, Birat, Parid, Sagarmatha, Kirat, Limbuwan, Mechi et Kanchenjunga. En octobre 2020, la province reste toujours sans dénomination.
Le 1er mars 2023, c'est finalement le nom de Koshi qui a été retenu, en référence à la rivière Koshi qui irrigue la province.

## Organisation administrative
La province de Koshi comprend quatorze districts :
- District de Bhojpur ;
- District de Dhankuta ;
- District d'Ilam ;
- District de Jhapa ;
- District de Khotang ;
- District de Morang ;
- District d'Okhaldhunga ;
- District de Panchthar ;
- District de Sankhuwasabha ;
- District de Solukhumbu ;
- District de Sunsari ;
- District de Taplejung ;
- District de Terhathum ;
- District d'Udayapur.